# Leksykologia
Leksykologia – dyscyplina językoznawcza badająca słownictwo języka w stanie współczesnym i jego rozwój historyczny. Leksykologia jest wymieniana w zestawieniu z leksykografią, dla której stanowi naukę pomocniczą.
Do zainteresowań leksykologii należą przede wszystkim: problematyka słowa jako podstawowej jednostki leksykalnej, określanie znaczenia leksykalnego słowa, problematyka związku między znaczeniem a pojęciem, badanie relacji między znaczeniem leksykalnym a gramatycznym oraz szereg pokrewnych zagadnień. Przedmiotem leksykologii są nie tylko pojedyncze słowa, ale również słownictwo języka jako pewna całość. W ramach leksykologii bada się słowa z perspektywy ich znaczenia, miejsca w systemie słownikowym, pochodzenia, właściwości gramatycznych, sfer użycia w komunikacji i cech stylistycznych. Jednym z podstawowych odłamów nauki o słowie jest semantyka, która bada semantyczny aspekt słowa.
Słownictwo to nie tylko zespół słów (jednostek leksykalnych), ale także system oparty na związkach zależnościowych. Leksykologia bada związki systemowe właściwe dla leksyki. W badaniach leksykologicznych znane są m.in. następujące kierunki: grupowanie leksemów pod względem ich relacji z realiami pozajęzykowymi, wydzielanie pól semantycznych i pojęciowych, badanie zjawisk historyczno-semantycznych na gruncie jednego lub wielu języków. Przy badaniu stosunków systemowych słów w ramach leksyki można np. stwierdzić, że słowa (monosemantyczne i polisemantyczne) są ze sobą powiązane relacjami homonimicznymi i antonimicznymi, a także zaobserwować, że pewne starsze słowa wyszły z użycia albo zmieniły swoje znaczenia lub cechy stylistyczne. Badaniem leksyki z perspektywy jej pochodzenia, kształtowania się i rozwoju zajmuje się leksykologia historyczna; z kolei etymologia tworzy część lingwistyki historycznej i zajmuje się pochodzeniem słów.
Przedmiotem zainteresowań leksykologii są takie zjawiska jak:
- synonimia – równoznaczność, zbieżność znaczeń (najczęściej leksykalna; synonimia może także dotyczyć jednostek morfologicznych i innych);
- homonimia – relacja między leksemami o identycznym brzmieniu (identycznej formie);
- polisemia – różność odcieni znaczeniowych w ramach jednego leksemu;
- hiponimia – semantyczna podrzędność jednego leksemu względem drugiego; odwrotne zjawisko to hiperonimia;
- antonimia – relacja między znaczeniami przeciwstawnymi.

Pokrewne dziedziny językoznawstwa to frazeologia i idiomatyka.

## Znani leksykolodzy
- polscy:
  - Witold Doroszewski
  - Jerzy Lukszyn
  - Jan Tokarski
  - Józef Wierzchowski
  - Maciej Grochowski
  - Mirosław Bańko
  - Piotr Müldner-Nieckowski
  - Andrzej Markowski
  - Andrzej Bańkowski
  - Stanisław Stachowski
  - Dorota Chłopek
  - Piotr Żmigrodzki

- zagraniczni:
  - Damaso Alonso
  - Jost Trier
  - Jurij D. Apresjan